# 德鲁·吉恩
德鲁·吉恩（Drew Ginn，1974年11月20日—）是一名澳大利亚赛艇运动员，他曾参加1996年、2004年、2008年和2012年四届奥林匹克运动会，共获得三枚金牌和一枚银牌。